# هم‌بافی طناب

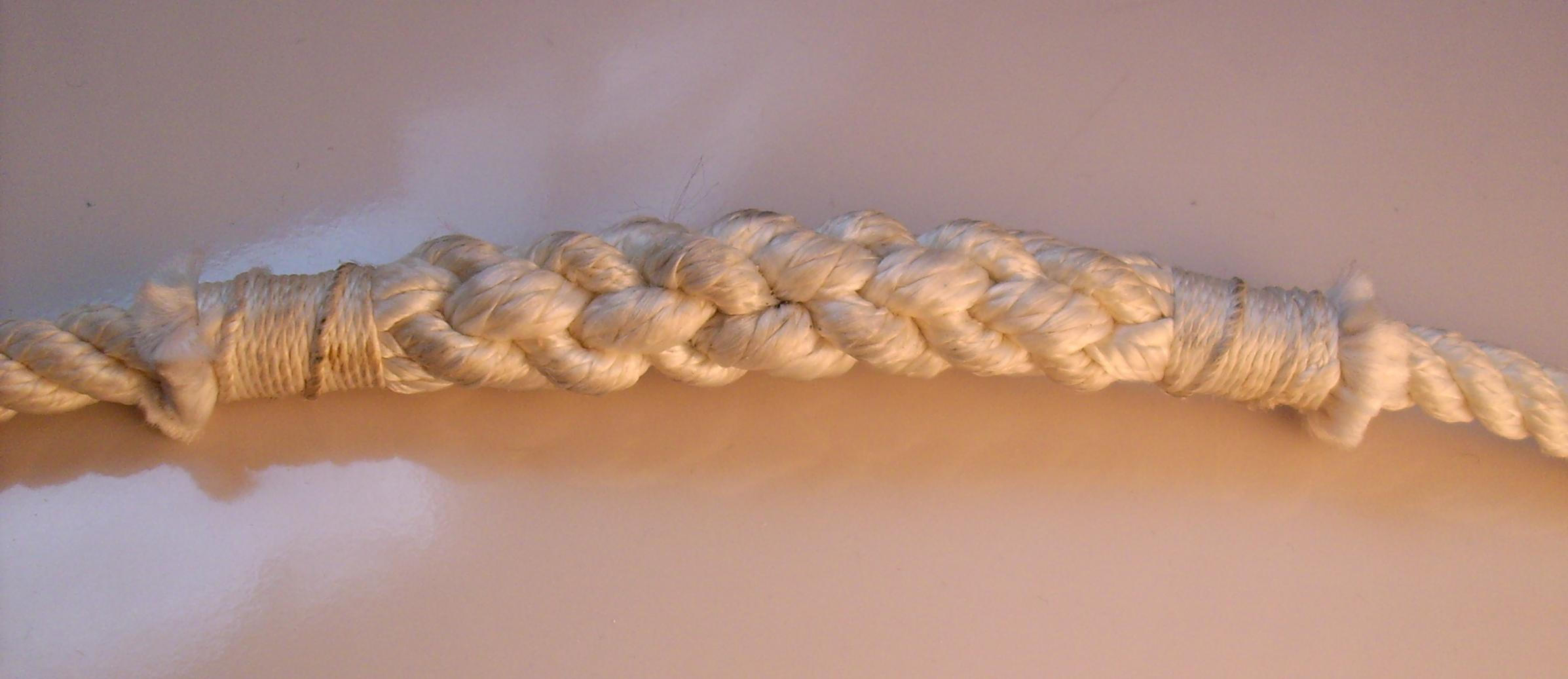
یک هم‌بافی کوتاه که اطرافش سربند شده‌است.

هم‌بافی طناب ایجاد نوعی اتصال است که در آن رشته‌های دوسر یک طناب بریده‌شده با رشته‌های سر یک طناب به رشته‌های سر طناب دیگر در یک راستا به هم بافته می‌شود.
ار هم‌بافی طناب برای اتصال دو طناب، ایجاد توپی در انتهای طناب، یا ایجاد چشمی در انتهای طناب استفاده می‌شود. هم‌بافی معمولاً بر گره زدن دو طناب ترجیح دارد زیرا با گره زدن ۲۰ تا ۴۰ درصد از استحکام طناب کاسته می‌شود اما در هم‌بافی استحکام حفظ می‌شود.

## گونه‌ها

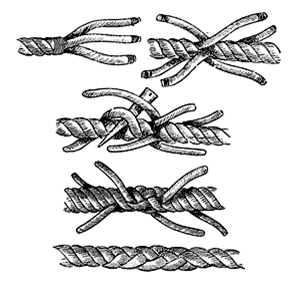
هم‌باف کوتاه

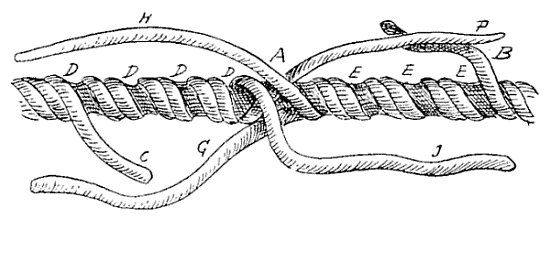
هم‌باف بلند

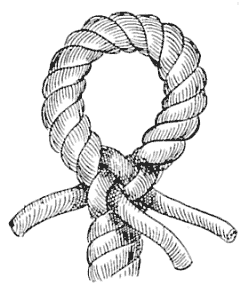
هم‌باف چشمی

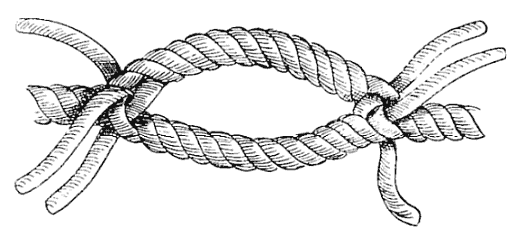
هم‌باف شکاف‌دار

- هم‌باف ایرلندی: هم‌بافی برای کوتاه کردن طناب شبکهٔ مهار دکل‌ها
- هم‌باف بادبان‌ساز: هم‌بافی که در آن رشته‌های طناب با بافت طناب هم‌راستاست
- هم‌باف برگردان: هم‌بافی که از آن، به جای سربندی، برای جلوگیری از باز شدن رشته‌های سر طناب استفاده می‌شود و در آن ابتدا سر رشته‌ها را به یکدیگر گره تاجی می‌زنند و سپس آنچه را از سر رشته‌ها باقی می‌ماند به‌صورت هم‌باف کوتاه به رشته‌های بازنشدهٔ طناب می‌بافند
- هم‌باف بلند: هم‌بافی که از آن برای اتصال سر دو طناب هم‌اندازه بدون افزایش قطر، معمولاً به‌طور موقت، استفاده می‌شود، زیرا همانند هم‌باف کوتاه از استحکام کافی برخوردار نیست
- هم‌باف چشمی: هم‌بافی برای ساختن چشمی
- هم‌باف چشمی فلاندری: نوعی هم‌باف چشمی که در اطراف مهار دکل بسته می‌شود
- هم‌باف زنجیر: هم‌بافی که در آن رشته‌های طناب به حلقه یا حلقه‌های زنجیر به شیوه‌های گوناگون متصل می‌شود
- هم‌باف سیم: هم‌بافی که در آن رشته‌های طناب‌های الیافی به رشته‌های بافه‌های سیمی متصل می‌شود
- هم‌باف شکاف‌دار: هم‌بافی برای هم‌باف کردن دو سر طناب به‌منظور ایجاد شکاف در میان طناب
- هم‌باف کوتاه: هم‌بافی محکم برای اتصال سر دو طناب که در آن قطعهٔ کوتاهی از رشته‌های هریک از طناب‌ها باز می‌شود و ضمن بافت مجدد، به یکدیگر نیز بافته می‌شوند که در نتیجه قطر محل اتصال افزایش می‌یابد
- هم‌باف ملوانی: هم‌بافی در طناب‌های الیافی نُه‌رشته‌ای
- هم‌باف نعلی: هم‌بافی که در آن دو سر یک تکه طناب کوتاه به حلقهٔ طناب دیگر بافته می‌شود و با کشیده شدن طناب اصلی، تکه طناب کوتاه شکل نعل به خود می‌گیرد.